# Robert Brussel
Robert Brussel, né à Paris 9e le 15 juillet 1874 et mort à Beauvais le 12 février 1940, est un critique musical français.

## Biographie
Robert Brussel fut ami notamment d'Emmanuel Chabrier, Claude Debussy, Paul Dukas, Gabriel Fauré et Maurice Ravel. Il fut élève et ami du tout jeune compositeur Guillaume Lekeu (mort à 24 ans en 1894) et du peintre symboliste Carlos Schwabe. De 1897 à 1904 il a été rédacteur dans la Revue d'art dramatique, un des deux secrétaires de rédaction de la revue Musica (1902-1908) cofondée par Gabriel Astruc et Pierre Lafitte, et surtout, à partir de 1905, il tient la chronique musicale du Figaro. Ses critiques sont parmi les premières à promouvoir les Ballets russes de Diaghilev à la fin des années 1900.
Il joue un rôle important dans l'organisation de concerts à Paris en tant que proche collaborateur de Gabriel Astruc au Pavillon de Hanovre et au Théâtre des Champs-Élysées. Il participe ainsi en 1913 à l'organisation de la première du Sacre du printemps.
Il fonde en 1922 l'Association française d'expansion et d'échanges artistiques (AFEEA), 8 rue de Montpensier, qui devient plus tard l'Association française d'action artistique. Cet organisme public accordait principalement des subventions pour les musiciens français se produisant à l'étranger mais aussi à l'occasion pour les musiciens étrangers se produisant en France. Le patronage de l'AFEEA a par exemple été accordé pour des concerts de Maurice Ravel, notamment lors de la tournée nord-américaine de ce dernier en 1928.
Il est l'arrière-grand-père d'Olivier Corpet.

## Distinctions
- 1923 :  Chevalier de la Légion d'honneur [4]
- 1935 :  Officier de la Légion d'honneur [5]